# Heidepark (Mierlo)
Heidepark is een villawijk in Mierlo in de gemeente Geldrop-Mierlo. De wijk ligt sinds de jaren zestig in de Molenheide ten zuidwesten van Mierlo. De straten in de wijk zijn genoemd naar vogels: de Eksterlaan, Fazantlaan en Nachtegaallaan. Dit thema is voortgezet in de bossen (Patrijslaan en Spechtlaan) en in de nieuwbouwwijk Luchen.

## Bijnaam
De wijk werd na de bouw door de Mierlonaren soms Hyde Park genoemd, door de villa's.

## Ambtswoning
In de wijk staat De Kersenhof, de voormalige ambtswoning van de burgemeesters van Mierlo.